# Esteve Trayter i Colomer
Esteve Trayter i Colomer (Figueres, 1851-1920) fou un pedagog, viatger incansable i col·leccionista d'antiguitats figuerenc. Va ser mestre de l'escola municipal de pàrvuls de Figueres durant quaranta-quatre anys. Va escriure dos llibres sobre procediments educatius i va obtenir diversos premis i mencions que el situen entre els mestres que van impulsar la renovació pedagògica a Catalunya en el tombant dels segles XIX i XX. Fou també el primer professor de Salvador Dalí, qui en diversos textos autobiogràfics en parla repetidament. D'entre els conjunts arqueològics i lapidaris de la seva propietat, destaca el
constituït per un nombre important de capitells de Sant Pere de Roda i de Santa Maria de Besalú, recollits en diverses imatges de l'Àlbum Rubaudonadeu (1888-1889), i la seva fama de col·leccionista d'antiguitats ve avalada per diferents estudis recents i pel testimoni de les llibretes de dibuixos i notes d'apunts conservades fins avui. El Museu de l'Empordà li dedicà una exposició monogràfica el 2008.